# 418 Alemannia
A 418 Alemannia (ideiglenes jelöléssel 1896 CV) a Naprendszer kisbolygóövében található aszteroida. Maximilian Franz Joseph Cornelius Wolf fedezte fel 1896. szeptember 7-én.